# Radu Mazăre
Radu Ștefan Mazăre (Bucarest, 5 luglio 1968) è un politico rumeno.
Sindaco di Costanza fra il 2000 e il 2015, nel 2019 fu condannato a 9 anni di reclusione per diversi reati di corruzione.

## Carriera politica
La sua attività politica iniziò nel 1996 con l'elezione a deputato nelle file del Partito Democratico, che abbandonò nel 1997 per concludere il mandato da indipendente.
Nel 2000 riuscì a farsi eleggere sindaco di Costanza e nel 2003 si iscrisse al Partito Social Democratico. Con il supporto di quest'ultimo conseguì la conferma dell'incarico nelle successive tre tornate elettorali (2004, 2008 e 2012). Negli anni esercitò un potere tale da arrivare ad essere definito "barone" di Costanza
Nel 2015, al centro di numerosi scandali di corruzione, rassegnò le proprie dimissioni, lamentando di essere vittima di una persecuzione politica mascherata dalle indagini della procura. Nel 2017 si rifugiò in Madagascar richiedendo asilo politico, ma fu estradato il 20 maggio 2019, per scontare una pena di 9 anni di reclusione.
Nel febbraio 2022 l'Alta corte di cassazione e giustizia lo condannò in via definitiva a cinque anni di detenzione nel quadro di un'altra inchiesta in cui figurava come indagato per aver ottenuto delle tangenti legate a delle concessioni edilizie e a degli appalti pubblici.